# Rainer Bertram
Pour les articles homonymes, voir Bertram.
Rainer Bertram, né le 19 décembre 1932 à Dachau et mort le 23 décembre 2004 à Munich, est un chanteur de schlager et un réalisateur de télévision allemand des années 1960.

## Discographie 1960–1964
(Titre A/B, Année, Label)
- Old Shatter / Siehst du den Stern, 3/1960, METRONOME
- Barfuß	/ Warum siehst du mich heute, 6/1960, METRONOME
- Darling Good Night / Ihr Herz gehört schon einem andern, 9/1960, METRONOME
- Itsy Bitsy Teenie Strandbikini	/ Verzeih mir,	9/1960, POLYDOR
- Dir möchte ich treu sein / Wenn man bedenkt, 10/1960, POLYDOR
- Kalinka / Reich mir die Hände,	12/1960, POLYDOR
- Karina Lu / Schön ist's verliebt zu sein, 2/1961, METRONOME
- Wenn man bedenkt / Carena, 4/1961, POLYDOR
- Schön wird die Zeit / Betty bitte bleib, 8/1961, POLYDOR
- Brigitte Bardot / Das soll mir nicht noch mal passieren, 10/1961, POLYDOR
- Peppino / Meine Träume, 11/1961, POLYDOR
- Gib mein Herz mir wieder / Haziendero, 10/1962, METRONOME
- Oho Comme Ci Comme Ca / Du kannst alles haben, 4/1963, METRONOME
- Es braucht ja nicht Hawaii zu sein / Seite an Seite, 6/1963, METRONOME (*)
- Laß die andern alle wandern / Alle deine Wünsche, 10/1963, METRONOME
- So schön / Jeden Tag ein bißchen mehr,	10/1963, METRONOME (*)
- In Valencia / Nie mehr laß ich von Mary, 4/1964, METRONOME
- Happy End in Switzerland / Sie hatte schwarzes Haar, 6/1964, METRONOME

(*) avec Ann-Louise Hanson